# فرمان إم إف.11
موريس فرمان إم إف.11 شورتهورن (بالإنجليزية: Maurice Farman MF.11 Shorthorn) هي طائرة هجوم فرنسية طورت قبل الحرب العالمية الأولى من قبل فارمان للطائرات. كانت تستخدم كطائرة استطلاع وقاذفة خفيفة خلال الجزء الأول من الحرب العالمية الأولى، قبل أن يتم استخدامها في وقت لاحق لمهام التدريب.

## التاريخ التشغيلي

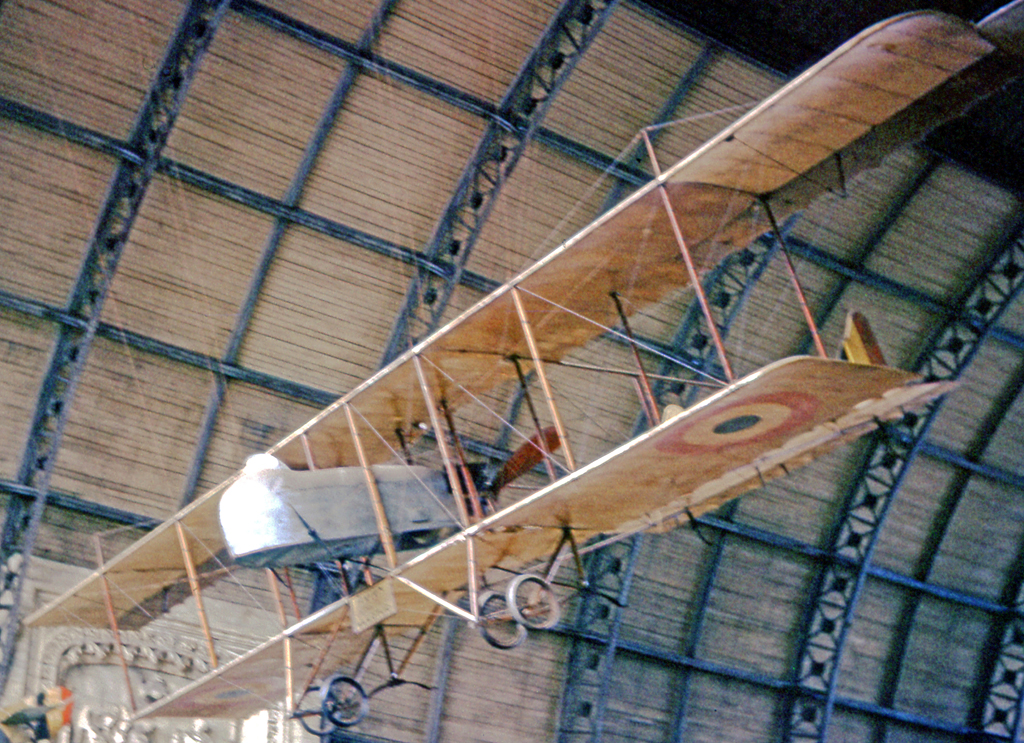
(فرمان إم إف.11-إيه2) من القوات الجوية البلجيكية معروضة في متحف الحرب في بروكسل في يوليو 1965

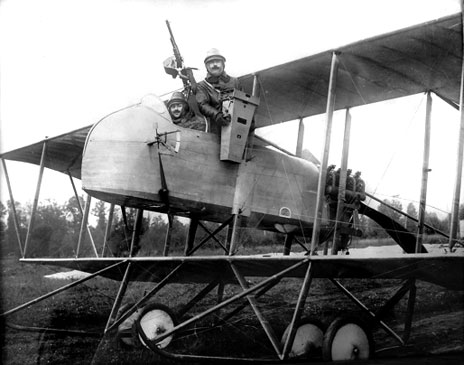
نسخة استطلاع ل (MF.11) مع كاميرا

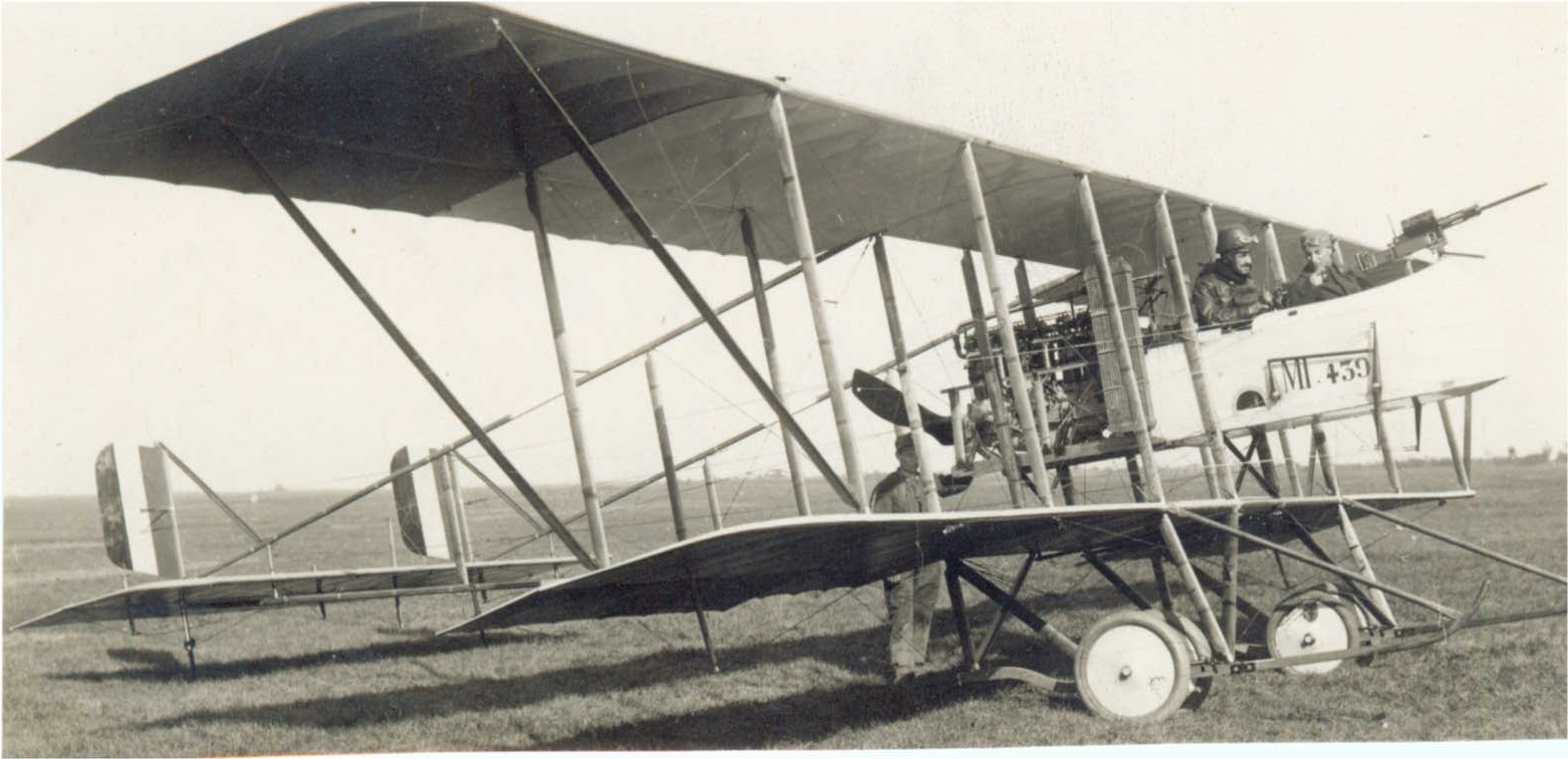
القوات الجوية الإيطالية (MF.11)

## المشغلين
أستراليا
- سلاح الطيران الأسترالي
  - No. 5 (Training) Squadron AFC في المملكة المتحدة
  - Mesopotamian Half Flight
  - مدرسة الطيران المركزية (AFC) في بوينت كوك

 بلجيكا
- القوات الجوية البلجيكية

 فرنسا
- القوات الجوية الفرنسية

 مملكة إيطاليا
- سلاح الطيران العسكري

 اليونان
- القوات الجوية اليونانية

 اليابان
- خدمة طيران جيش الامبراطورية اليابانية

 النرويج
- سلاح الجو الملكي النرويجي

 البرتغال
- سلاح الجو البرتغالي

 رومانيا
- سلاح الجو الملكي الروماني

 روسيا
- القوات الجوية الإمبراطورية الروسية

 السعودية
- القوات الجوية الملكية السعودية - حصلت على طائرتين فرمان إم إف.11 من إيطاليا في عام 1921.

 صربيا
- القوات الجوية الصربية

 إسبانيا
- القوات الجوية الإسبانية

 سويسرا
- القوات الجوية السويسرية

 أوكرانيا
- القوة الجوية الأوكرانية - طائرة واحدة فقط.

 المملكة المتحدة
- الفيلق الجوي الملكي
  - No. 2 Squadron RFC
  - No. 3 Squadron RFC
  - No. 4 Squadron RFC
  - No. 9 Squadron RFC
  - No. 14 Squadron RFC
  - No. 16 Squadron RFC
  - No. 19 Squadron RFC
  - No. 23 Squadron RFC
  - No. 24 Squadron RFC
  - No. 25 Squadron RFC
  - No. 29 Squadron RFC
  - No. 30 Squadron RFC
  - No. 65 Squadron RFC
- الخدمة الجوية في البحرية الملكية

## الطائرات المتبقية
- متحف الطيران الكندي يملك إم إف.11 صنعت من قبل شركة إيركو لسلاح الطيران الملكي وارسلت إلى أستراليا في عام 1916.
- فرمان (Farman F.11A-2)، في متحف الجيش الملكي والتاريخ العسكري، بروكسل، بلجيكا.
- فرمان إم إف.11 شورتهورن (#CFS-15)، في متحف سلاح الجو الملكي الأسترالي (RAAF) في بوينت كوك، أستراليا.

## مواصفات (MF.11)
البيانات من Encyclopedia of Military Aircraft
الخصائص العامة
- الطاقم: Two (pilot & observer/gunner)
- الطول: 9.45 m (31 ft 0 in)
- باع الجناح: 16.15 m (53 ft 0 in)
- الارتفاع: 3.18 m (10 ft 5 in)
- مساحة الجناح : 57.00 m² (613 ft²)
- الوزن فارغة: 550 kg (1,210 lb)
- الوزن محملة: 928 kg (2,045 lb)
- محرك الطائرة: 1 × Renault 8-cylinder air-cooled inline engine, 75 kW (100 hp)

الأداء
- السرعة القصوى: 106 km/h (57 knots, 66 mph) at sea level
- سقف الخدمة: 3,800 m (12,467 ft)
- Endurance: 3.75 hours

## وصلات خارجية
- Luftfahrtmuseum
- Canadian Aviation Museum